# Gonnoscodina
Gonnoscodina (sardinski: Gonnoscodìna) je grad i općina (comune) u pokrajini Oristanu u regiji Sardiniji, Italija. Nalazi se na nadmorskoj visini od 112 metara i ima 477 stanovnika.
 Prostire se na 8,82 km². Gustoća naseljenosti je 54 st/km².
Susjedne općine su: Baressa, Gonnostramatza, Masullas, Siddi i Simala.